# Alexandra Richards
Pour les articles homonymes, voir Richards.
Alexandra Nicole Richards (née le 28 juillet 1986 à New York) est un mannequin et DJ américaine,.

## Biographie
Alexandra Richards est la fille du guitariste des Rolling Stones Keith Richards et du mannequin Patti Hansen. Elle est la sœur de Theodora Richards et la demi-sœur de Marlon Richards et d'Angela Richards. Elle grandit auprès de ses parents et sa sœur Theodora dans le Connecticut. Comme sa mère et sa sœur, elle devient mannequin, et son portfolio se compose de photos prises par Sante D'Orazio, Carter Smith, Annie Leibovitz, Craig McDean, Dusan Reigme, Mario Testino, Bruce Weber, Patrick Demarchelier, Steven Meisel et Tony Kelly. On retrouve[Qui ?] le visage d'Alexandra dans plusieurs magazines comme Vogue, le Glamour anglais, italien, et américain, Vanity Fair, I-D, Harper's Bazaar, Jane Magazine, Teen Vogue, Jalouse, et Nylon (en) au début de 2013. En 2010 on la retrouve dans l'édition français de Playboy. En 2004, elle apparaît en compagnie de sa sœur Theodora et de sa mère Patti dans la publicité pour le nouveau Shalimar de Guerlain. Le 16 septembre 2005, elle participe à un show à New York dont les bénéfices sont reversés aux victimes de l'ouragan Katrina. En 2011 elle pose pour les publicités de Tally Weijl et elle est choisie avec sa sœur pour devenir l'égérie d'Eleven Paris ; elles apparaissent ensemble dans Vogue Italia. En juin 2012, on la retrouve à la soirée de lancement de la petite veste noire de Chanel. Elle pose pour CozyCot avec sa sœur Theodora et sa belle-sœur Lucie de la Falaise. Elle apparaît également dans le clip promotionnel pour Dannijo. En 2012, elle pose aux côtés de sa famille au grand complet pour l'édition américaine du magazine Vogue.
En 2009, elle fait une apparition dans la série américaine Gossip Girl lors du tournage de la saison 3, épisode 1.